# National Prosecuting Authority
Die National Prosecuting Authority ist im Recht Südafrikas eine öffentliche Stelle, die für die Vertretung des Staates bei der Strafverfolgung zuständig ist.

## Geschichte
Bis 1998 bestand keine nationale Strafverfolgungsbehörde. An jedem High Court war die Strafverfolgung dem jeweiligen Attorney-General zugewiesen. Die Errichtung der National Prosecuting Authority geht auf Section 179 der aktuellen Verfassung und den National Prosecuting Authority Act 32 of 1998 zurück.

## Aufbau und Aufgaben
An der Spitze der NPA steht der National Director of Public Prosecutions. Auf Ebene der High Courts steht anstelle der früheren Attorney-Generals ein Director of Public Prosecutions (DPP). Unterhalb des DPP stehen stellvertretende DPPs (Deputy Directors) und einzelne Ankläger (Prosecutor). Aufgabe der NPA ist die Strafverfolgung. Sie geschieht im Namen des Staates (State versus X). Nur wenn die NPA von der Strafverfolgung absieht (nolle prosequi), kann ausnahmsweise private Strafverfolgung stattfinden. Dem DPP verbleibt jedoch bis zum Urteil ein jederzeitiges Interventionsrecht.